# Язу-Сити (Миссисипи)
Язу-Сити (англ.  Yazoo City ) — город и административный центр округа Язу в штате Миссисипи США.

## Описание
Административный центр округа Язу с 1848 года. Находится в западно-центральной части Миссисипи. Расположен вдоль реки Язу, в 47 милях (76 км) к северо-западу от Джэксона. Основанный как запланированное сообщество в 1826 году, позже он был назван Манчестером; в 1839 году он был переименован в честь индейцев Язу. Его набережная была ареной битвы во время Гражданской войны в США; корпус канонерской лодки Союза Барон ДеКалб, потопленной войсками Конфедерации, все ещё виден при отливе. Язу-Сити был почти полностью уничтожен пожаром в 1904 году и впоследствии был восстановлен. После сильного наводнения в 1927 году были построены дамбы. Первое в штате нефтяное месторождение было обнаружено неподалеку в 1939 году.
Город Язу-Сити является сельскохозяйственным торговым центром (древесина и хлопок), а также важным является разведение сома. Федеральная тюрьма, построенная в 1990-х годах, вносит большой вклад в экономику, а городские предприятия производят удобрения, химикаты и текстиль. Национальный лес Дельта и национальный заповедник дикой природы Пантер-Свомп находятся в нескольких милях к западу; национальный заповедник дикой природы Хиллсайд — на северо-востоке. Государственный музей-парк Кейси Джонса, названный в честь легендарного инженера-железнодорожника, находится на восточной окраине округа в Воне. Инкорпорирован в 1830 году. Население в 2000 году — 14 550; в 2010 году — 11 403 жителей. 

## Население
1. Н/Д[4]
2. Н/Д[5]